# Okręg wyborczy nr 13 do Sejmu Polskiej Rzeczypospolitej Ludowej (1989–1991)
Okręg wyborczy nr 13 do Sejmu Polskiej Rzeczypospolitej Ludowej (1989–1991) obejmował Bydgoszcz (województwo bydgoskie). W ówczesnym kształcie został utworzony w 1989. Wybieranych było w nim 5 posłów w systemie większościowym.
Siedzibą okręgowej komisji wyborczej była Bydgoszcz.

## Wybory parlamentarne 1989

### Mandat nr 49 –Polska Zjednoczona Partia Robotnicza
| Kandydat | I tura | I tura | II tura | II tura |
| Kandydat | Głosów | %      | Głosów  | %       |
| --- | ------ | ------ | ------- | ------- |
| Irena Rościszewska                                                                                              | 39 089 | 24,86  | 41 769  | 34,35   |
| Henryk Kaczmarek                                                                                                | 31 637 | 20,12  | 54 116  | 44,51   |
| Stefan Chazbijewicz                                                                                             | 16 785 | 10,68  | —       | —       |
| Edward Rutkiewicz                                                                                               | 11 647 | 7,41   | —       | —       |
| Liczba głosów ważnych: 157 214 (I tura) • 121 584 (II tura) Źródło: Państwowa Komisja Wyborcza I tura i II tura |        |        |         |         |

### Mandat nr 50 –Polska Zjednoczona Partia Robotnicza
| Kandydat | I tura | I tura | II tura | II tura |
| Kandydat | Głosów | %      | Głosów  | %       |
| --- | ------ | ------ | ------- | ------- |
| Dorota Kempka                                                                                                   | 47 442 | 29,27  | 51 491  | 42,04   |
| Leszek Zarzycki                                                                                                 | 24 155 | 14,90  | 29 339  | 23,96   |
| Paweł Mąka | 21 798 | 13,45  | —       | —       |
| Liczba głosów ważnych: 162 101 (I tura) • 122 472 (II tura) Źródło: Państwowa Komisja Wyborcza I tura i II tura |        |        |         |         |

### Mandat nr 51 –Unia Chrześcijańsko-Społeczna
| Kandydat | I tura | I tura | II tura | II tura |
| Kandydat | Głosów | %      | Głosów  | %       |
| --- | ------ | ------ | ------- | ------- |
| Jan Błachnio | 46 234 | 28,24  | 44 304  | 36,31   |
| Jan Sawicki | 40 162 | 24,53  | 31 522  | 25,83   |
| Liczba głosów ważnych: 163 718 (I tura) • 122 027 (II tura) Źródło: Państwowa Komisja Wyborcza I tura i II tura |        |        |         |         |

### Mandat nr 52 – bezpartyjny
| Kandydat                                                          | Głosów | %     |
| ----------------------------------------------------------------- | ------ | ----- |
| Ryszard Helak                                                     | 86 284 | 57,23 |
| Henryk Trzepacz                                                   | 25 173 | 16,70 |
| Stefan Pastuszewski                                               | 21 241 | 14,09 |
| Stanisław Hapka                                                   | 6679   | 4,43  |
| Bogdan Kubski                                                     | 4391   | 2,91  |
| Liczba głosów ważnych: 150 760 Źródło: Państwowa Komisja Wyborcza |        |       |

### Mandat nr 430 –Polska Zjednoczona Partia Robotnicza
| Kandydat                                                          | Głosów | %     |
| ----------------------------------------------------------------- | ------ | ----- |
| Janusz Zemke                                                      | 35 514 | 29,01 |
| Jan Błuszkowski                                                   | 30 940 | 25,27 |
| Liczba głosów ważnych: 122 438 Źródło: Państwowa Komisja Wyborcza |        |       |